# Hans van Kesteren
Hans van Kesteren (21 de febrer de 1908 - 21 de juliol de 1998) va ser un futbolista neerlandès. Va jugar un partit amb la selecció neerlandesa de futbol el 1929.